# 呼伦贝尔海拉尔机场
呼伦贝尔海拉尔机场是一个位于中国内蒙古自治区呼伦贝尔市海拉尔区的民用机场，为内蒙古自治区主要机场，国家一级4D级机场。机场位于呼伦贝尔市海拉尔区。位于海拉尔东山上，距市区3公里。始建于1932年。20世纪50年代曾是北京-赤塔、平壤-赤塔两条国际航线的经停站。原名海拉尔东山机场，2010年8月，海拉尔东山机场更名为“呼伦贝尔海拉尔机场”。

## 机场概况
1988年呼伦贝尔盟投资新建水泥混凝土跑道，长1800米，宽45米，能保证波音737和BAE一146等中型飞机起飞。机场等级为4C，2007年启用的新旅客候机楼面积为7655平方米，新建跑道长2800米，宽45米，水泥混凝土道面厚36厘米，位于原跑道南176米，相对现有跑道西头向东错开200米。两侧各设7.5米宽道肩，总宽60米。原跑道预留为平行滑行道，可以起降波音767-300型客机，已经投入使用新的航站楼和塔台 。
2020年1月16日，中国民航华北地区管理局正式批复同意呼伦贝尔海拉尔机场：飞行区等级由4C升级为4D，消防救援等级为“7级”，医疗救护等级为“6级”，可保障使用最大机型为“B757-200”并颁发机场使用许可证。

## 航空公司及航点

### 境內航線
| 航空公司       | 目的地                                               |
| -------------- | ---------------------------------------------------- |
| 华夏航空       | 呼和浩特、大興安嶺、扎兰屯、呼和浩特（經停乌兰浩特） |
| 天津航空       | 天津（經停赤峰）、大庆、呼和浩特、乌海               |
| 天津航空       | 西安（經停包头）、漠河、 广州（經停天津）            |
| 天驕航空       | 呼和浩特（經停通辽）、扎兰屯                         |
| 福州航空       | 哈尔滨、呼和浩特                                     |
| 龙江航空       | 哈尔滨                                               |
| 厦门航空       | 杭州                                                 |
| 中国国际航空   | 北京/首都                                            |
| 大新华航空     | 北京/首都                                            |
| 深圳航空       | 深圳、广州                                           |
| 河北航空       | 北京/大兴 、石家庄、成都/天府                        |
| 中国联合航空   | 北京/大兴 、石家庄                                   |
| 青岛航空       | 哈尔滨、青岛、长沙、烟台                             |
| 成都航空       | 天津、 成都/双流、长沙                               |
| 湖南航空       | 昆明、南通                                           |
| 山东航空       | 呼和浩特、海口、太原                                 |
| 金鹏航空       | 呼和浩特                                             |
| 福州航空       | 厦门、福州、长春                                     |
| 上海航空       | 呼和浩特                                             |
| 中国东方航空   | 上海/虹桥                                            |
| 东海航空       | 深圳（經停哈尔滨）                                   |
| 金鹏航空       | 深圳（經停呼和浩特）                                 |
| 吉祥航空       | 上海/浦东、沈阳、大连、南京                          |
| 长龙航空       | 广州（經停呼和浩特）                                 |
| 长安航空       | 广州（經停通辽）                                     |
| 祥鹏航空       | 郑州                                                 |
| 苏南瑞丽航空   | 沈阳                                                 |
| 中國南方航空   | 武漢                                                 |
| 中国东方航空   | 无锡                                                 |
| 江西航空       | 南昌                                                 |
| 春秋航空       | 上海/虹桥、石家庄                                    |
| 九元航空       | 温州、广州                                           |
| 内蒙古通用航空 | 满洲里、新巴尔虎右旗                                 |

### 港澳台/國際航線
| 航空公司     | 目的地   |
| ------------ | -------- |
| 中国国际航空 | 赤塔     |
| 香港航空     | 香港     |
| 匈奴航空     | 乌兰巴托 |

## 运载能力
2008年，海拉尔机场共完成旅客吞吐量342416人次，同比增长53.9%；共保障进出港航班4148架次,同比增长49.3%；货邮行吞吐3789.3吨，同比增长18.9%。2010年，旅客吞吐量首次突破60万人次，再创海拉尔东山机场运输生产记录。 2010年，海拉尔机场共开通国内航线18条、国际航线3条，通达城市20个；参与海拉尔机场航线运营的航空公司有11家，共保障进出港航班5977架次，同比增长16.8%；发运旅客304542人次，同比增长14.5%；吞吐旅客608804人次，同比增长14.3%；货邮发运586.2吨，同比增长178.5%；货邮吞吐2130.4吨，同比增长94.6%；完成折算吞吐旅客632475人次，同比增长16.1%。
“十一五”期间海拉尔机场共保障进出港航班20050架次，比“十五”期间增长217.95%，吞吐旅客1,856,742人次，比“十五”期间增长278.9%，货邮发运1332吨，比“十五”期间增长743%，货邮吞吐6244吨，比“十五”期间增长597.7%，完成折算吞吐旅客2550564人次，比“十五”期间增长410.2%。“十一五”期间运输生产年平均增幅高于40%，实现了跨越式大增长。
2012年，呼伦贝尔机场公司运输生产实现跨越式增长，在恢复原有航线网络布局的基础上，新开通9条国内、国际和地区航线，运营航空公司16家，通航城市33座，开通航线34条，其中国际航线3条，地区航线两条，国内航线29条，共保障进出港航班9,442架次，完成旅客吞吐量1,011,775人次，完成货邮吞吐量4,045.4吨，跃升为百万级空港，成为内蒙古自治区第三个跨入百万级空港的支线机场。
2018年，呼伦贝尔海拉尔机场完成运输起降2.01万架次，同比2017年增长9.2%，旅客吞吐量234万人次，同比2017年增长7.8%，居中国第58位，邮货吞吐量0.5万吨。
2024年，呼伦贝尔海拉尔机场完成运输起降2.70万架次，同比2023年增长9.7%，旅客吞吐量322万人次，同比2023年增长10.8%，居中国第57位。